# Australoheros robustus
Australoheros robustus är en fiskart som beskrevs av Ottoni och Costa 2008. Australoheros robustus ingår i släktet Australoheros och familjen Cichlidae. Inga underarter finns listade.